# Stratfor

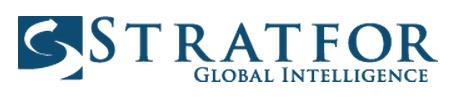
Logo

Strategic Forecasting, Inc. (známější jako Stratfor) je americká soukromá konzultační zpravodajská agentura.
Je průkopníkem na poli soukromého zpravodajství. Bývá nazývána také jako stínová CIA. Byla založena v roce 1996 americkým zpravodajským expertem a odborníkem na národní bezpečnost George Friedmanem, který také doposud zastává funkci předsedy.

## Profil
Stratfor sídlí v Austinu v Texasu, má úřady ve Washingtonu D.C. a má globální síť zpravodajských zdrojů. Poskytuje geopolitické analýzy a prognózy korporacím, vládám, finančním institucím i jednotlivcům. Zaměřuje se na geopolitické zpravodajství, obchodní zpravodajství a problémové zpravodajství.

## Desetileté prognózy
Stratfor zveřejňuje každých pět let prognózy na příští desetiletí. Prognózy jsou přístupné pouze klientům Stratforu a jsou na rozdíl od podobných prognóz CIA prodávány. Hlavní závěry těchto prognóz bývají ve stručné podobě uveřejněny v médiích.
Stratfor dosud vypracovala tři desetileté prognózy:
- Stratfor 1995–2000 Decade Forecast
- Stratfor 2000–2010 Decade Forecast
- Stratfor 2005–2015 Decade Forecast

## Prognóza Stratfor na roky 2005–2015
Stratfor zveřejnila 14. února 2005 prognózu geopolitického vývoje světa do roku 2015 nazvanou Stratfor 2005–2015 Decade Forecast. Tato prognóza předpovídá úpadek Číny a Ruska, vzestup Japonska a dezintegraci Evropské unie.